# 三木ひろし (1954年生)
三木 ひろし（みき ひろし、1954年1月8日 - ）は日本のものまねタレント。別名義は三木 ヒロシ（みき ひろし）。本名は三浦 紀雄（みうら としお）。
五木ひろしのものまねで知られる。一時期「三木ヒロシ」の芸名を使用していたこともあるが同じものまねタレントの三木ヒロシ（1944年 - 2023年）がいたので注意が必要。
三木ひろしはほぼものまね一本で芸能生活を送り関西を中心に全国的に活動するようになったのに対し三木ヒロシは漫才師から芸能生活をスタートさせ途中からものまねが中心となった。中でも猿のものまねが得意だった。浅草をホームグラウンドに関東を中心に活動していたが晩年は東北を中心に活動していたことが二人の主な違いである。

## プロフィール
- 生年月日：1954年（昭和29年）1月8日
- 出身地：宮崎県
- 身長：178cm
- 体重：60kg
- 趣味：ゴルフ、車
- 好きな歌手：五木ひろし

## 芸歴
1974年（昭和49年）読売テレビ『そっくりショー・五木ひろしの巻』で全日本チャンピオンになり、その抜群の歌唱力を五木ひろしに認められて五木自身から「三木ひろし」の芸名を戴く。レパートリーも五木の全曲をこなしショービジネス界で絶賛を浴び、幅広く活躍するようになり現在に至る。

## 主なレパートリー

### 五木ひろし
- よこはま・たそがれ
- 倖せさがして
- 千曲川
- 夜空
- 細雪
- 長良川艶歌
- のれん
- おまえとふたり
- 居酒屋
- そして…めぐり逢い

ほか

## 主な出演番組
- 1990年（平成2年）- 1993年（平成5年）在阪局のワイドショーに多数出演
- 1994年（平成6年）4月 『目撃!ドキュン』（テレビ朝日系)
- 1994年（平成6年）9月 『アッコにおまかせ!』（TBS系）
- 1994年（平成6年）10月 『第3回爆笑そっくりものまね名人大賞』(フジテレビ系）- 審査員特別賞受賞
- 1994年（平成6年）11月『トゥナイト2』（テレビ朝日系）
- 1995年（平成7年）1月『新春特番・オールスター爆笑ものまね紅白歌合戦』（フジテレビ系）
- 2002年（平成14年）4月『爆笑ものまね紅白歌合戦』（フジテレビ系）